# Chelator insignis
Chelator insignis är en kräftdjursart. Chelator insignis ingår i släktet Chelator och familjen Desmosomatidae. Inga underarter finns listade i Catalogue of Life.